# Морозовка (Луганская область)
Морозовка (укр. Морозівка) — село в Меловском районе Луганской области Украины, административный центр Морозовского сельского совета.

## История
Являлась казенной слободой Зориковской волости Старобельского уезда Харьковской губернии Российской империи.
В ходе гражданской войны в декабре 1918 года местные жители приняли активное участие в Беловодском восстании против казаков
В 1924 году селение вошло в состав Меловского района Ворошиловградской области.
В ходе Великой Отечественной войны с лета 1942 до начала 1943 года находилась под немецкой оккупацией.
В 1968 году численность населения составляла 1406 человек, здесь находилась центральная усадьба молочно-зернового колхоза "Коммунар" (имевшего 8000 гектаров сельскохозяйственных земель и свыше 1100 коров), действовали четыре электростанции (мощностью 260 кВт), средняя школа, библиотека и клуб на 250 мест.
Население по переписи 2001 года составляло 994 человека.

## Транспорт
Село находится в 10 км от ж.д. станции Зориновка.

## Местный совет
92520, Луганська обл., Міловський р-н, с. Морозівка, вул. 50-років Жовтня, 49б  (укр.)